# جمال الدين الكلبايكاني
جمال الدين الكلبايكاني سنة 1295 هـ، عالم دين شيعي ولد في قرية سعيد آباد في كلبايكان لعائلةٍ اشتهرت بالعلم والفضل والأدب.

## ولادته
ولد آية الله السيد جمال الدين الكلبايكاني سنة 1295 هـ، في قرية سعيد آباد في كلبايكان لعائلةٍ اشتهرت بالعلم والفضل والأدب.

## نسبه
ينتسب جمال الدين الكلبايكاني إلى الإمام موسى الكاظم عبر 27 واسطة، وسلسلة نسبه بالنحو التالي: هو جمال الدين الكلبايكاني ابن حسين الكلبايكاني بن محمّد علي بن علي نقي الموسوي بن جليل سعود المعروف العبثي بن الآغا إبراهيم بن الآغا حسن بن الآغا شرف الدين بن الآغا مرتضى بن الآغا زين الدين بن الآغا محمد بن الآغا أحمد بن الآغا شمس الدين محمد بن الآغا أبي الفتوح الأخرس بن أبي محمد حسن بن إبراهيم بن أبي الغنايم المعروف بأبي الفتيان بن عبد الله، بن أبي البركات بن أبي الطيب أحمد بن أبي الحسن محمّد الحائري المعروف بغفار، بن إبراهيم المجاب بن محمد العابد، بن  موسى الكاظم.

## تأليفاته
لقد ترك السيّد جمال الدين الكلبايكاني العديد من الآثار العلميّة، ولكنّ الذي طبع منها هو النزر القليل، فقد صرح بنفسه بأنّه: " يمتلك رفاٌ کامالاٌ من تقريرات بحوث آية الله النائيني، وأنّه درس عنده مدّة 30 عاماً، وأنّه سجّل جميع دروسه"، فبعد حوالي 70 عاماً من الدرس والتدريس ترك العديد من الآثار العلميّة المهمّة، ونشير إلى البعض منها:
1. رسالة في جواز البقاء على تقليد الميت.
2. رسالة في اجتماع الأمر والنهي.
3. رسالة استدلاليّة في مسألة الغيبة. (وقد طبعت هذه الرسائل مع 20 مسألة استدلاليّة أخرى مهمّة ينة 1370 هـ عبر مطبعة الحيدريّة في النجف)
4. تقريرات درس الأصول النائيني.
5. دورة كاملة خاصّة به في أصول الفقه.
6. دورة فقهيّة، تشتمل على الأبواب التالية: الطهارت، الصلاة، الوصايا، الإجارة، المكاسب، الطلاق، القضاء (غير تامّة)، الأطعمة والأشربة والحج.

## أساتذته
كان أغلب تحصيله ودراسته عند هؤلاء العلماء: 
1. العلامة السيد محمد باقر درجه أي (توفي 1342 هـ) صاحب الحاشية على كتابي المكاسب والرسائل.
2. العلامة الشيخ محمد علي ثقة الإسلام (1271 ـ 1318 هـ)، صاحب كتاب لسان الصدق والمعاصي الكبيرة.
3. العلامة الميرزا حسين الغروي النائيني (1277 ـ 1355 هـ).
4. الحكيم الميرزا جهانگير خان القشقائي (توفي 1328 هـ) صاحب شرح نهج البلاغة.
5. العلامة الجليل، الفقيه الأديب، الشاعر الفصيح والمتكلم الرجالي الآخوند المولى عبد الكريم بن المولى مهدي الكزي (توفي 1339 ه.ق ) صاحب تذكرة القبور.
6. الآخوند الملا محمد كاظم الخراساني (توفي 1329 هـ)، صاحب كفاية الأصول.
7. الحاج الآغا رضا الهمداني (توفي 1322 هـ ) صاحب مصباح الفقيه في شرح شرائع الإسلام، وحاشية المكاسب.
8. الآخوند الملا علي الكاشي.

## تلامذته
1. الشيخ إسحاق الفياض.

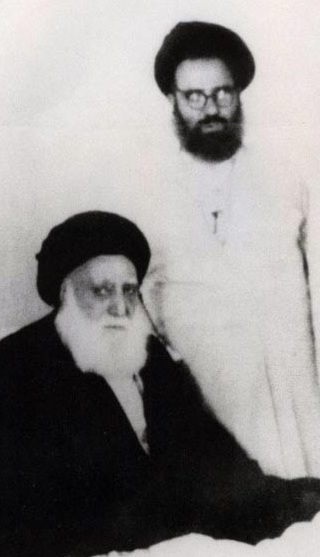
مع ابنه وأحد تلامذته محمد (1913-1977)، صورة تعود إلى خمسينيات القرن العشرين.

2. الشيخ محمد حسن العالم النجف الآبادي (ت 1348 هـ)
3. الشيخ حسن علي نجابت الشيرازي.
4. الشيخ مرتضى الأنصاري، ابن الميرزا جعفر ومن أحفاد الشيخ مرتضى الأنصاري.
5. السيد مرتضي الحسيني الفيروز آبادي.
6. السيد عباس الحسيني الكاشاني.
7. علامه محمد تقي الجعفري.
8. الشيخ حسن الصافي الأصفهاني.
9. الشيخ محمد حسين الكلباسي.
10. الشيخ محمد علي أحمديان النجف آبادي.
11. السيد ضياء الدين الأصفهاني.
12. الشيخ حيدر علي المحقق.
13. الشيخ لطف الله الصافي الكلبايكاني.
14. الشيخ محمد رضا المظفر. حضر بعضاً من دورته الفقهية في بحث الخارج.
15. الشيخ محمد تقي الهرندي
16. الشيخ علي الصافي الکلبايکاني.

## وفاته
توفي في عصر يوم الإثنين المصادف 29 محرّم الحرام سنة 1377 هـ عن سنّ يناهز 82 سنة. ودفن في مقبرة وادي السلام في النجف.